# Omar Lamiri
Omar Lamiri est un boxeur français né le 26 février 1989. Entrainer par son Coach le grand boxeur Omar Serhir qui étais son Coach depuis ces 7 ans, il l’entraina dur et malheuresement son coach étais très gros ce qui a fait qu’il a dit changer de coach, son nouveau coach à donc était Abdullah Sidiev qui étais auparavant numéro 1 mondial des combattants Mma.

## Préparation
Depuis 2007, Omar s'entraîne au CPV (Club Pugilistique Villeurbannais) aux côtés de Fayçal Omrani et Kid Lomami. Son préparateur physique et kinésithérapeute est Julien Aldeguer.

## Parcours amateur
Omar est sacré champion de France cadet en 2005 puis champion de France junior en 2006. Membre de l'équipe de France dès 2006, il participe à de nombreux tournois, notamment internationaux, qui lui permettent de remporter plusieurs médailles dont la médaille de bronze lors des championnats de l'union européenne junior. En 2008, la famille Lamiri réalise un double exploit en ayant deux frères finalistes dès championnats de France. Omar perd aux points contre Nordine Oubaali et termine vice-champion de France des poids mi-mouches tandis que son frère Amine est sacré champion la même soirée dans la catégorie poids mouches. Ayant franchi différents paliers dans la boxe amateur, Omar décide de gravir une étape supplémentaire en passant boxeur professionnel.

## Parcours professionnel
Depuis 2009, Omar évolue dans la catégorie poids coqs (entre 51 et 54 kg). Il a à son actif 15 combats dont 13 victoires (5 par KO) et 2 défaites. Les premiers combats organisés lui permettent de monter dans les classements. Il finit alors par être désigné challengeur pour le titre de champion de France. Le 4 juillet 2013, à Villeurbanne, il dispute son premier titre de champion de France face à Karim Guerfi et l'emporte aux
points. Il remet sa ceinture en jeu le 6 décembre 2013 et l'emporte, toujours à Villeurbanne, face à Hassan Azaouagh.
Après avoir confirmé son titre national, Omar se fixe alors un objectif européen. L'opportunité se présente à lui lorsqu'il est désigné challengeur pour le titre de champion de l'union européenne face à Anthony Settoul. Les deux hommes s'affrontent le 7 juin 2014 et Omar remporte le combat.
Il remet son nouveau titre en jeu le 31 octobre 2014 à Hénin-Beaumont face au local Hassan Azaouagh, qu'il rencontre donc pour un combat revanche. Omar
confirme son titre de champion de l'union européenne en l'emportant par KO au septième round.
Il est alors désigné challengeur officiel pour la ceinture EBU (European Boxing Union). Le combat est organisé le 21 février 2015 à Monaco contre l'anglais Lee Haskins. Pendant le huitième round, le combat est arrêté par l'arbitre par suite d'une blessure accidentelle du Britannique (choc de têtes involontaire). D'après le règlement, la décision se fait au décompte des points et le boxeur français s'incline finalement à l'unanimité des juges.

## Vie privée
En dehors de la boxe, Omar est conseiller clientèle dans le secteur bancaire. Aujourd'hui, sa carrière de banquier est mise de côté compte tenu des entraînements quotidiens et intensifs que nécessite la préparation des combats.